# Maaslandziekenhuis

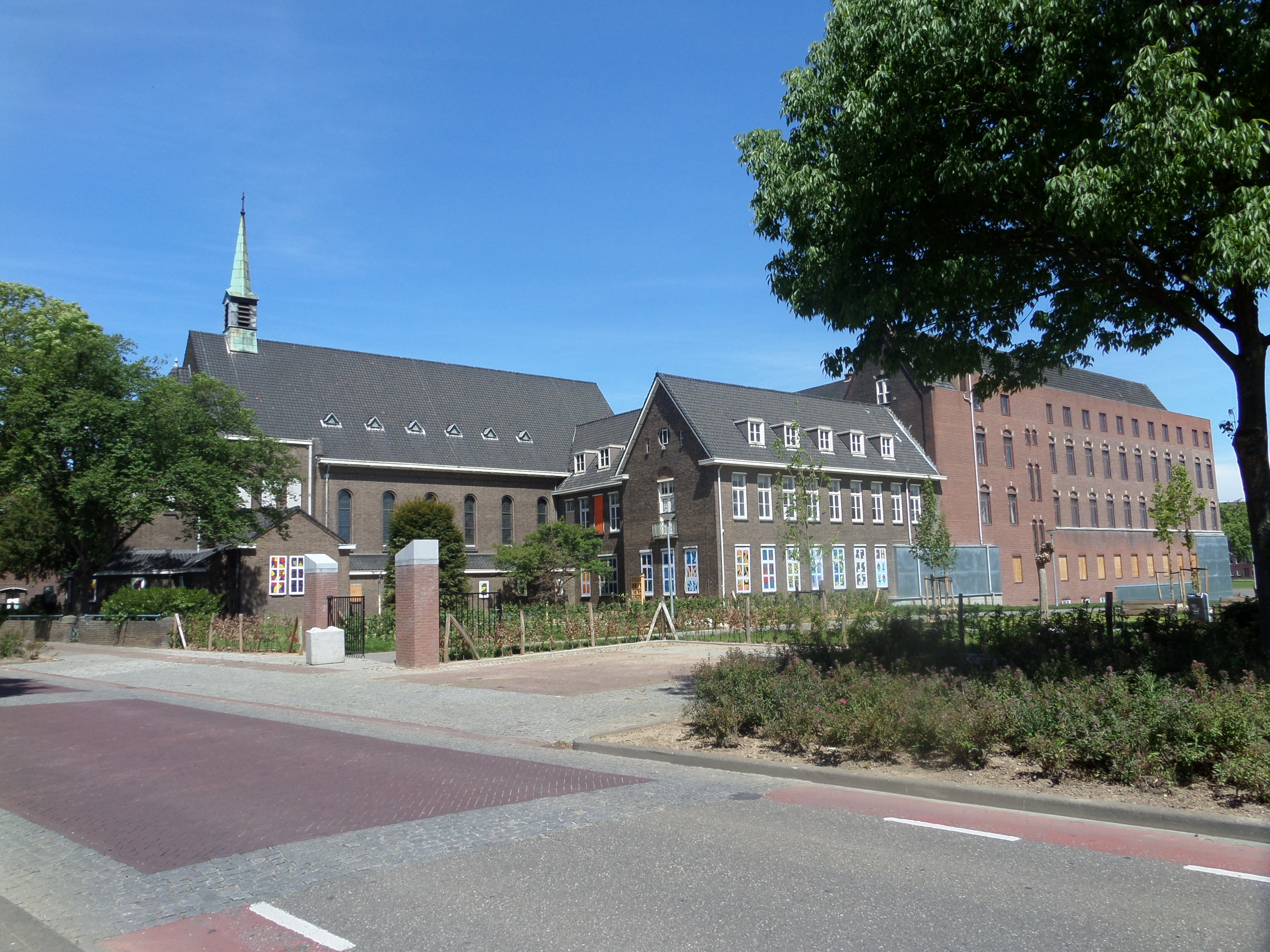
Het verlaten Maaslandziekenhuis in 2013

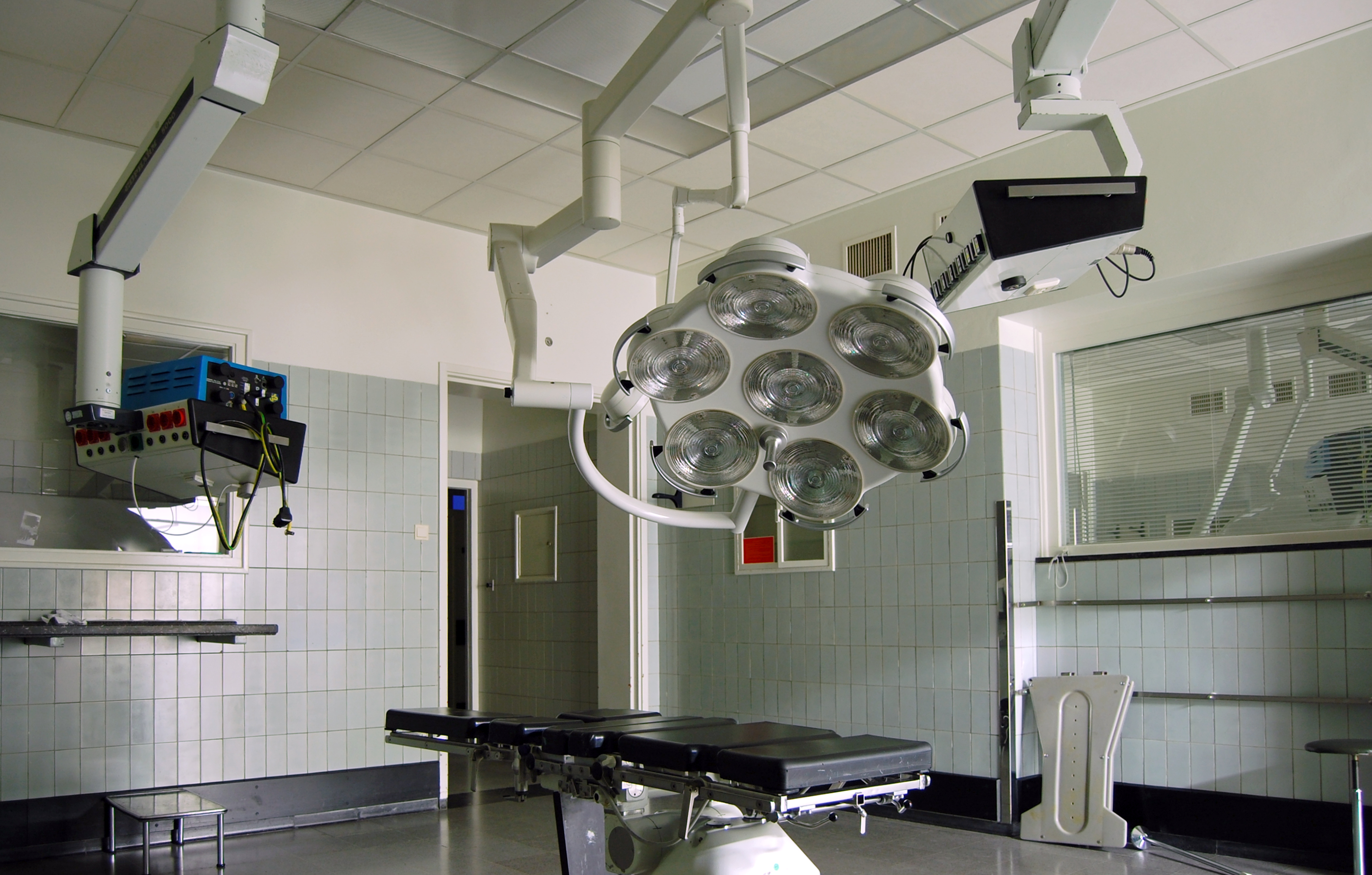
Operatiekamer in 2009

Het Maaslandziekenhuis was een rooms-katholiek ziekenhuis in Sittard en Geleen dat deel uitmaakte van de gemeente Sittard-Geleen in de Westelijke Mijnstreek (Zuid-Limburg). Het ziekenhuis was een onderdeel van Orbis medisch en zorgconcern, een grote zorgorganisatie die bestond uit het Maaslandziekenhuis, negen multifunctionele zorgcentra, het hospice Daniken en Thuiszorg Westelijke Mijnstreek. Het ziekenhuis aan de Walramstraat werd op 31 januari 2009 gesloten, en ging verder op een nieuwe locatie in Geleen onder de naam Orbis Medisch Centrum.

## Geschiedenis
Het Sittardse ziekenhuis werd in 1908 gebouwd. De oorspronkelijke naam van het ziekenhuis was Ziekenhuis de Goddelijke Voorzienigheid. Dit ziekenhuis werd gesticht door de in 1904 vanuit Frankrijk overgekomen rooms-katholieke zustercongregatie Zusters van de Goddelijke Voorzienigheid. Reden waarom deze zusters vanuit Frankrijk naar Nederland kwamen was het wettelijk verbod op onderwijs door religieuzen, afgekondigd door de Franse onderwijsminister Combe in 1904 (de secularisering).
In 1986 fuseerde het Sittardse r.-k. ziekenhuis met het Sint Barbaraziekenhuis te Geleen en ontstond het Maaslandziekenhuis. Na het sluiten van de afdeling Eerste Hulp werd het Maaslandziekenhuis Geleen minder populair. Uiteindelijk werd de Geleense locatie uit kostenoverweging en beperking van ziekenhuisbedden gesloten en enkele jaren daarna gedeeltelijk gesloopt. Alle ziekenhuisactiviteiten werden toen in Sittard geconcentreerd.
Langs de Middenweg in Geleen, in het open gebied tussen de bebouwde kommen van Geleen en Sittard, is begin 21e eeuw een nieuw ziekenhuis gebouwd dat vanaf 31 januari 2009 in bedrijf is. Het is een high-tech ziekenhuis, ook wel "ziekenhuis van de 21e eeuw" genoemd. De oude gebouwen aan de Walramstraat in Sittard zijn in de loop van 2010/2011 gesloopt. Het oorspronkelijke kloostergebouw uit 1904 en de voormalige ziekenhuiskapel zijn behouden gebleven.

## Verhuizing
Op 31 januari 2009 werden de laatste 141 patiënten van het Maaslandziekenhuis in Sittard verhuisd naar het nieuwe Orbis Medisch Centrum in Geleen.